# Giấc mơ người vợ ngư phủ
Giấc mơ người vợ ngư phủ (蛸と海女, Tako to ama) được gọi là Thợ lặn nữ và Bạch tuộc, Thợ lặn và Hai con bạch tuộc, v.v., là một tranh shunga mộc bản của nghệ sĩ Nhật Bản Hokusai. Nó được bao gồm trong Kinoe no Komatsu, một cuốn sách gồm ba tập nghệ thuật khiêu dâm shunga xuất bản lần đầu tiên vào năm 1814, và đã trở thành thiết kế shunga nổi tiếng nhất của Hokusai. Chơi với các chủ đề phổ biến trong nghệ thuật Nhật Bản, nó mô tả một thợ lặn ama trẻ giao phối với một cặp bạch tuộc.

## Lịch sử và mô tả
Giấc mơ của người vợ ngư phủ là hình ảnh nổi tiếng nhất trong Kinoe no Komatsu, được xuất bản thành ba tập từ năm 1814. Cuốn sách là một tác phẩm của shunga (nghệ thuật khiêu dâm) trong thể loại ukiyo-e. Hình ảnh mô tả một người phụ nữ, rõ ràng là một ama (một thợ lặn vỏ), được bao bọc trong các chi của hai con bạch tuộc. Hai động vật thân mềm lớn hơn thực hiện liếm âm hộ cô, trong khi con nhỏ hơn, con của anh ta, hỗ trợ bằng cách mơn trớn miệng của phụ nữ và núm vú trái. Trong văn bản trên hình ảnh người phụ nữ và các sinh vật thể hiện niềm vui tình dục lẫn nhau của họ từ cuộc gặp gỡ.
Tất cả các thiết kế trong ấn phẩm là không có tiêu đề; thiết kế này thường được biết đến trong tiếng Nhật là Tako to ama, được dịch sang tiếng Anh. Richard Douglas Lane gọi nó là Girl Diver and Octopi; Matthi Forrer gọi nó là Pearl Diver and Two Octopi; còn Danielle Talerico gọi nó là Diver and Two Octopi. Cuốn sách mở có kích thước 6½" × 8¾" (16.51 cm × 22.23 cm).